# Всеволод Давидович
Всеволод Давидович (у літописі — Всеволодко) (? — 1 лютого 1142) — князь Городенський (до 1116 — 1142) син, ймовірно, волинського князя Давида Ігоровича, хоча існують й інші версії його походження.

## Походження
У літописах городенський князь Всеволодко жодного разу не названий по-батькові. Через це у літературі виникли різні версії його походження. Густинський літопис XVII ст. називає його "Давидовичем" і "Чернігівським", тобто сином чернігівського князя Давида Святославича. За В. М. Татищевим Всеволод був сином Давида Ігоревича і внуком Ігора Ярославича. З того часу ця версія закріпилась в історіографії та залишається найпопулярнішою серед дослідників. Однак в такому випадку Всеволод приходився б своїй дружині троюрідним братом, а такий близькоспоріднений шлюб суперечив тодішнім церковним канонам.
Нещодавно О. Назаренко висловив версію за якою Всеволод був сином Ярослава Ярополковича і внуком Ярополка Ізяславича.
Також висловлювались версії про походження Всеволода від Полоцьких Ізяславичів.
У 2016 році С. Абуков запропонував версію згідно якої Всеволод був сином князя Мстислава Всеволодовича, правнуком Ігора Ярославича. У такому випадку між Всеволодом і Агафією Володимирівною була сьома степінь родинних зв'язків що, згідно церковних канонів, дозволяє їм вступати у шлюб.

## Життєпис
Вперше згадується у Повісті минулих літ під 1116 роком у зв'язку з одруженням на ньому доньки Володимира Мономаха, Агафії. Уділ Всеволодка, Гродно, вперше згадується у зв'язку з походом Мстислава Володимировича на Полоцьке князівство в 1127 році. Всеволод брав участь також в поход Мстислава і Ольговичів проти литви в 1132 році.

## Сім'я
Дружина — Агафія, дочка Великого князя Київського Володимира Мономаха.
Діти:
- Борис Всеволодович (? — після 1169) — князь Городенський (1141/42 — до 1166).
- Гліб Всеволодович (? — після 1170) — князь Городенський (до 1166 — 1170)
- Мстислав Всеволодович (? — після 1183) — князь Городенський (після 1170 — після 1183).
- N дочка — у 1141 р. була видана за Володимира Давидовича, князя чернігівського (1139—1151). У 1151 р. після загибелі мужа в битві на р. Руті вийшла за половецького хана Башкорда.
- Анна Всеволодівна (? — після 1190) — дружина Турівського князя Юрія Ярославича